# Atletica leggera ai Giochi della XXXIII Olimpiade - Salto in lungo femminile
Ai Giochi della XXXIII Olimpiade la competizione del Salto in lungo femminile si è svolta nei giorni 6 e 8 agosto 2024 presso lo Stade de France di Parigi.

## Presenze ed assenze delle campionesse in carica
| Competizione         | Atleta          | Prestazione | Parigi 2024 |
| -------------------- | --------------- | ----------- | ----------- |
| Olimpiadi 2020       | Malaika Mihambo | 7,00 m      | Presente    |
| Africani 2022        | Marthe Koala    | 6,42 m      | Presente    |
| Commonwealth 2022    | Ese Brume       | 7,00 m      | Presente    |
| Asiatici 2022        | Xiong Shiqi     | 6,73 m      | Presente    |
| Panamericani 2023    | Natalia Linares | 6,66 m      | Presente    |
| Mondiali 2023        | Ivana Vuleta    | 7,14 m      | Presente    |
| Europei 2024         | Malaika Mihambo | 7,22 m      | Presente    |
|                      |                 |             |             |
| Mondiali junior 2022 | Plamena Mitkova | 6,66 m      | Presente    |

Graduatoria mondiale
In base alla classifica della Federazione mondiale, le migliori atlete iscritte alla gara erano le seguenti:
| Pos. | Atleta              | Punti | Note |
| ---- | ------------------- | ----- | ---- |
| 1    | Tara Davis-Woodhall | 1397  |      |
| 2    | Ivana Španović      | 1379  |      |
| 3    | Ese Brume           | 1360  |      |

## Risultati

### Qualificazioni
Qualificazione a 6,75m (Q) oppure le 12 migliori atlete (q). 
Martedì 6 agosto, ore 11:15.
| Pos. | Gruppo | Atleta                | Nazionalità  | 1º   | 2º   | 3º   | Totale | Note                                     |
| ---- | ------ | --------------------- | ------------ | ---- | ---- | ---- | ------ | ---------------------------------------- |
| 1    | A      | Tara Davis-Woodhall   | Stati Uniti  | 6,64 | 6,90 | —    | 6,90   | Q                                        |
| 2    | B      | Larissa Iapichino     | Italia       | 6,60 | 6,87 | —    | 6,87   | Q                                        |
| 3    | B      | Malaika Mihambo       | Germania     | x    | x    | 6,86 | 6,86   | Q                                        |
| 4    | A      | Ese Brume             | Nigeria      | 6,44 | 6,40 | 6,76 | 6,76   | Q                                        |
| 5    | A      | Ruth Usoro            | Nigeria      | x    | 6,68 | 6,65 | 6,68   | q                                        |
| 6    | A      | Jasmine Moore         | Stati Uniti  | 6,35 | 6,66 | x    | 6,66   | q                                        |
| 7    | B      | Prestina Ochonogor    | Nigeria      | 6,27 | 6,65 | 6,29 | 6,65   | q                                        |
| 8    | B      | Monae' Nichols        | Stati Uniti  | 6,43 | 6,52 | 6,64 | 6,64   | q                                        |
| 9    | A      | Alina Rotaru-Kottmann | Romania      | 6,45 | 6,46 | 6,63 | 6,63   | q                                        |
| 10   | B      | Ackelia Smith         | Giamaica     | 6,51 | 6,59 | 6,58 | 6,59   | q                                        |
| 11   | B      | Marthe Koala          | Burkina Faso | 6,36 | 6,59 | 6,57 | 6,59   | q                                        |
| 12   | B      | Hilary Kpatcha        | Francia      | 6,18 | 6,20 | 6,59 | 6,59   | q                                        |
| 13   | A      | Xiong Shiqi           | Cina         | 6,58 | 6,56 | 6,52 | 6,58   | Miglior prestazione personale stagionale |
| 14   | A      | Pauline Hondema       | Paesi Bassi  | 4,72 | 6,21 | 6,55 | 6,55   |                                          |
| 15   | B      | Fátima Diame          | Spagna       | 6,37 | 6,52 | x    | 6,52   |                                          |
| 16   | B      | Ivana Španović        | Serbia       | x    | 6,51 | 6,31 | 6,51   |                                          |
| 17   | A      | Chanice Porter        | Giamaica     | 6,48 | 6,21 | x    | 6,48   |                                          |
| 18   | A      | Milica Gardašević     | Serbia       | 6,48 | x    | x    | 6,48   |                                          |
| 19   | B      | Plamena Mitkova       | Bulgaria     | 6,45 | 6,42 | 6,33 | 6,45   |                                          |
| 20   | A      | Laura Raquel Müller   | Germania     | 6,40 | 6,13 | 6,38 | 6,40   |                                          |
| 21   | B      | Petra Farkas          | Ungheria     | 6,40 | 6,33 | 6,22 | 6,40   |                                          |
| 22   | A      | Natalia Linares       | Colombia     | x    | 6,40 | 6,04 | 6,40   |                                          |
| 23   | A      | Eliane Martins        | Brasile      | 6,36 | x    | x    | 6,36   |                                          |
| 24   | A      | Agate de Sousa        | Portogallo   | x    | 6,34 | 6,27 | 6,34   |                                          |
| 25   | B      | Brooke Buschkuehl     | Australia    | 6,29 | 6,10 | 6,31 | 6,31   |                                          |
| 26   | B      | Sumire Hata           | Giappone     | 6,21 | x    | 6,31 | 6,31   |                                          |
| 27   | A      | Nikola Horowska       | Polonia      | x    | 6,31 | x    | 6,31   |                                          |
| 28   | B      | Mikaelle Assani       | Germania     | 5,64 | 6,13 | 6,24 | 6,24   |                                          |
| 29   | A      | Esraa Owis            | Egitto       | 5,93 | 6,11 | 6,20 | 6,20   |                                          |
| 30   | A      | Tessy Ebosele         | Spagna       | 6,02 | x    | 6,09 | 6,09   |                                          |
| 31   | B      | Lissandra Campos      | Brasile      | 5,90 | 6,02 | x    | 6,02   |                                          |

### Finale
| Record mondiale      | Galina Čistjakova | 7,52 m | Leningrado | 11 giugno 1988    |
| Record olimpico      | Jackie Joyner     | 7,40 m | Seul       | 29 settembre 1988 |
| Capolista stagionale | Malaika Mihambo   | 7,22 m | Roma       | 12 giugno 2024    |

Giovedì 8 agosto, ore 20:00.
| Pos.    | Atleta                | Nazione      | Salti | Salti | Salti | Salti           | Salti           | Salti           | Miglior Misura | Note |
| Pos.    | Atleta                | Nazione      | 1º    | 2º    | 3º    | 4º              | 5º              | 6º              | Miglior Misura | Note |
| ------- | --------------------- | ------------ | ----- | ----- | ----- | --------------- | --------------- | --------------- | -------------- | ---- |
| Oro     | Tara Davis-Woodhall   | Stati Uniti  | 6,93  | 7,05  | 6,95  | 7,10            | 6,61            | 6,68            | 7,10           |      |
| Argento | Malaika Mihambo       | Germania     | 6,77  | 6,81  | 6,95  | x               | 6,98            | x               | 6,98           |      |
| Bronzo  | Jasmine Moore         | Stati Uniti  | 6,96  | 6,92  | 6,62  | 6,75            | 6,88            | 6,88            | 6,96           |      |
| 4       | Larissa Iapichino     | Italia       | 6,78  | 6,87  | x     | 6,83            | 6,78            | 6,85            | 6,87           |      |
| 5       | Ese Brume             | Nigeria      | x     | 6,59  | 6,63  | 6,70            | 6,51            | 6,70            | 6,70           |      |
| 6       | Monae' Nichols        | Stati Uniti  | 6,64  | x     | 6,36  | 6,63            | 6,67            | 6,66            | 6,67           |      |
| 7       | Alina Rotaru-Kottmann | Romania      | 6,46  | 6,46  | 6,65  | 6,55            | 6,67            | 6,50            | 6,67           |      |
| 8       | Ackelia Smith         | Giamaica     | 6,66  | 6,52  | x     | 5,86            | 6,40            | 6,42            | 6,66           |      |
| 9       | Marthe Koala          | Burkina Faso | 6,61  | 6,51  | 6,46  | Non qualificate | Non qualificate | Non qualificate | 6,61           |      |
| 10      | Ruth Usoro            | Nigeria      | 6,58  | x     | 5,80  | Non qualificate | Non qualificate | Non qualificate | 6,58           |      |
| 11      | Hilary Kpatcha        | Francia      | 6,56  | 5,54  | 5,78  | Non qualificate | Non qualificate | Non qualificate | 6,56           |      |
| 12      | Prestina Ochonogor    | Nigeria      | 6,07  | 6,24  | 6,24  | Non qualificate | Non qualificate | Non qualificate | 6,24           |      |